# Pteraster texius
Pteraster texius är en sjöstjärneart som beskrevs av Golotsvan 1998. Pteraster texius ingår i släktet Pteraster och familjen knubbsjöstjärnor. Inga underarter finns listade i Catalogue of Life.